# Smelowskia micrantha
Smelowskia micrantha là một loài thực vật có hoa trong họ Cải. Loài này được (Botsch. & Vved.) Al-Shehbaz & Warwick mô tả khoa học đầu tiên năm 2006.